# Imma penthinoides
Imma penthinoides is een vlinder uit de familie van de Immidae. De wetenschappelijke naam van de soort is voor het eerst geldig gepubliceerd in 1884 door Arnold Pagenstecher.